# سونیک هیروز
سونیک هیروز یا قهرمانان سونیک (به انگلیسی: Sonic Heroes) یک بازی ویدئویی سه‌بعدی توسعه یافته توسط سونیک تیم آمریکا می‎‌باشد که توسط سگا به عنوان بخشی از مجموعه سونیک خارپشت منتشر شده است.